# Tyke Peacock
Tyke Peacock, född den 24 februari 1961, är en amerikansk före detta friidrottare som tävlade i höjdhopp.
Peacock deltog vid det första världsmästerskapet i friidrott där han blev silvermedaljör med ett hopp på 2,32. Den enda som slog honom i tävlingen var Sovjets Gennadij Avdejenko.
Peacocks personliga rekord är från tävlingar i Berlin 1983 då han hoppade 2,33.